# تریومف تی‌آر۴ای

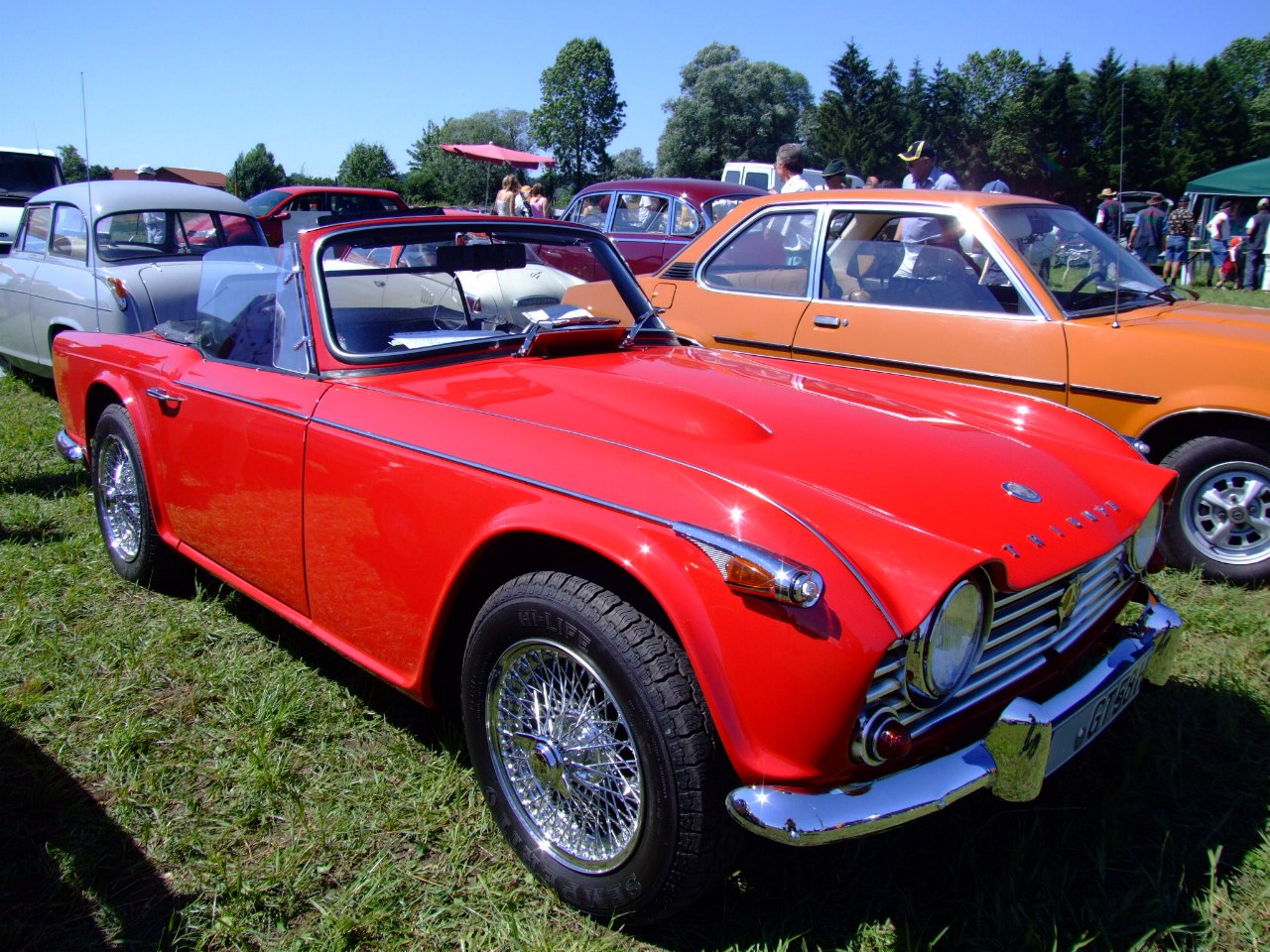

تریومف تی‌آر۴ای (Triumph TR۴A) خودرویی است که در سال‌های ۱۹۶۵–۱۹۶۷تولید شده‌است. 
این خودرو در کلاس خودرو اسپورت قرار گرفته، طراحی آن خودروهای موتور جلو-محور عقب بوده طول آن در حالت طبیعی ۳٬۹۶۲ میلیمتر (۱۵۶٫۰ اینچ) و عرض آن در حالت طبیعی ۱٫۴۶۰ متر (۴ فوت ۹٫۴۸ اینچ) و ارتفاع آن در حالت طبیعی ۱٫۱۷۰ متر (۳ فوت ۱۰٫۰۶ اینچ) است. 
موتور آن ۲۱۳۸ سی‌سی سیستم جعبه‌دندهٔ آن ۴ دنده به صورت دستی است.